# Trần-na
Trần-na (陳那, mahā- hay dignāga hoặc diṅnāga), ~480-540, cũng được gọi theo tên dịch nghĩa là (Đại) Vực Long, là một Luận sư nổi tiếng của Duy thức tông (Vijñānavādin hay Yogācārin). Đại sư là người cải cách và phát triển ngành Nhân minh học (Hetuvidyā), một môn lý luận học độc đáo cho tông này và Ấn Độ nói chung. Phần lớn tác phẩm của Sư nhấn mạnh đến tính lý luận. Chúng chỉ còn trong bản dịch tiếng Hán và Tây Tạng. Tác phẩm quan trọng nhất của Sư là Tập lượng luận (pramāṇasamuccaya). Ngoài ra Sư cũng soạn một bài luận quan trọng về A-tì-đạt-ma-câu-xá luận.

## Cuộc đời
Sư sinh ra trong một gia đình Bà-la-môn tại Kiến-chí (kāñcī). Lúc đầu Sư thụ giới và tham học với Na-già-đạt-đa (sa. nāgadatta), một tỉ-khâu theo Độc Tử bộ. Giáo lý của bộ này không làm Sư hài lòng nên chẳng bao lâu, Sư đến học với Thế Thân giáo lý Tiểu thừa và Duy thức. Sau khi học xong, Sư đến một khu rừng tại Oḍiviśa và dừng bước tại đây.
Một cuộc tranh luận giáo lý của các tôn giáo được tổ chức tại viện Na-lan-đà và Sư được mời đến để đại diện cho Phật giáo. Tại đây, Sư chứng minh được tài hùng biện và luận lý sắc bén của mình, thắng các vị Bà-la-môn nhiều lần. Trong thời gian sau, Sư dành nhiều thời gian để viết ra những quy luật của nhân minh học và hệ thống hoá những quy luật này nhằm đả phá các tư tưởng ngoại đạo trong các cuộc tranh luận. Sư viết rất nhiều luận giải, danh tiếng của Sư là một Luận sư uyên thâm lan truyền khắp nơi, nhưng tương truyền rằng, Sư không giữ một chức vụ giảng dạy nào.
Sư thừa nhận có hai "hòn đá thử vàng" của nhân minh học: chứng minh trực tiếp và nhận thức từ suy luận chân chính (lượng, sa. pramāṇa, en. valid cognition). Sư phân tích cặn kẽ tính chất của nhận thức suy luận cũng như mối liên hệ của chúng. Nhân minh học này của Sư được Pháp Xứng (sa. dharmakīrti) thừa kế và phát triển. Sư chỉ lưu lại Na-lan-đà một thời gian. Phần lớn, Sư trú tại một am nhỏ ở Oḍiviśa. Chỉ một lần Sư đến miền Nam Ấn Độ và lần đó để thực hiện ba việc: tranh luận, truyền bá Phật pháp và phục hưng những ngôi chùa đang trên đường suy tàn. Sư sống rất cơ hàn, không đòi hỏi gì và mất tại am ở Oḍiviśa.

## Tác phẩm
Các tác phẩm của Sư còn được lưu lại (trích): 
1. Phật mẫu bát-nhã-ba-la-mật-đa viên tập yếu nghĩa luận (sa. buddhamatṛkā-prajñāpāramitāmahārthasaṅgītiśāstra, có người xem là tác phẩm của Tam Bảo Tôn, sa. triratnadāsa), Thí Hộ dịch;
2. Vô tướng tư trần luận (sa.?), 1 quyển, Chân Đế (sa. paramārtha) dịch;
3. Chưởng trung luận (sa. tālāntaraka-śāstra hoặc hastavālaprakaraṇa), 1 quyển, Nghĩa Tịnh dịch;
4. Thủ nhân giả thuyết luận (sa. prajñaptihetu-saṃgraha), 1 quyển, Nghĩa Tịnh dịch;
5. Quán tổng tướng luận tụng (sa. sarvalakṣaṇadhyāna-śāstra-kārikā), 1 quyển, Nghĩa Tịnh dịch;
6. Quán sở duyên duyên luận (sa. ālambanaparīkṣā, ālambanaparīkṣā-vṛtti), chú giải Vô tướng tư trần luận;
7. A-tì-đạt-ma-câu-xá luận chú yếu nghĩa đăng (sa. abhidharmakośa-marmapradīpa[-nāma]), còn bản Tạng ngữ;
8. Nhập du-già luận (sa. yogāvatāra), còn bản Tạng ngữ;
9. Nhân minh chính lý môn luận bản (sa. nyāyamukha, nyāyadvāra, nyāyadvāratarka-śāstra), 1 quyển, Huyền Trang dịch;
10. Nhân minh chính lý môn luận (sa. nyāyadvāratarka-śāstra), 1 quyển, Nghĩa Tịnh dịch;
11. Tập lượng luận (sa. pramāṇasamuccaya [-nāma-prakaraṇa]), tác phẩm Nhân minh quan trọng nhất của Sư;
12. Tập lượng luận thích (sa. pramāṇasamuccaya-vṛtti), chú giải Tập lượng luận, chỉ có bản Tạng ngữ.

## 外部鏈接
- 佛家因明的理性思考 蔡禮德 Hetu－Vidyā Of Rational Thinking, Choy L.T.(2008) Lưu trữ ngày 2 tháng 2 năm 2014 tại Wayback Machine
  - 逻辑学（Logic）及简单枚举归纳法（Induction by Simple Enumeration）
  - 科学方法（Scientific Method）及假设演绎法（Hypothetico-Deductive Method）
- 佛家因明的理性思考再探 蔡禮德 Hetu－Vidyā Of Rational Thinking(II), Choy L.T.(2009) Lưu trữ ngày 2 tháng 2 năm 2014 tại Wayback Machine
  - 因明的辨义理（Meaning & Argument Analysis）方法，具有语理分析（Linguistic - conceptual Analysis）及谬误剖析（Fallacy Analysis）的元素。
- 佛家因明的理性思考三探 蔡禮德 Hetu－Vidyā Of Rational Thinking(III), Choy L.T.(2010) Lưu trữ ngày 2 tháng 2 năm 2014 tại Wayback Machine
  - 「现量」及「比量」意谓真
  - 「似现量」及「似比量」意谓非真。
- 「因明逻辑真值的量化公式」与贝尔斯学派统计学 蔡禮德 Quantification Formula Of Hetu－Vidyā Logical Truth－Value And Bayesian School Statistics, Choy L.T.(2006) Lưu trữ ngày 2 tháng 2 năm 2014 tại Wayback Machine
- 佛家因明提綱 蔡禮德 A Hetu－Vidyā Framework, Choy L.T.(2013)  Lưu trữ ngày 2 tháng 2 năm 2014 tại Wayback Machine
  - 因明與菩薩行五明
- 佛家因明的概念功能與分類 蔡禮德 A Hetu－Vidyā Framework(II), Choy L.T. (2013) Lưu trữ ngày 2 tháng 2 năm 2014 tại Wayback Machine